# Joaquín Ibáñez Cuevas y de Valonga
 (mars 2023).
Si vous disposez d'ouvrages ou d'articles de référence ou si vous connaissez des sites web de qualité traitant du thème abordé ici, merci de compléter l'article en donnant les références utiles à sa vérifiabilité et en les liant à la section « Notes et références ».
Joaquín Ibáñez Cuevas y de Valonga, baron d'Eroles, est un général espagnol, né près de Talarn (Catalogne) en 1785, mort dans la province de la Manche en 1825.

## Biographie
Il achevait ses études et allait devenir avocat lorsque, entraîné par l’exemple de ses compatriotes révoltés contre la France, il prit les armes, en 1808. Il se distingua d’abord au siège de Girone, obtint le grade de général, nous vainquit à Figuières et combattit glorieusement sous Mina jusqu’en 1814. Malgré ses convictions libérales, il prit en 1820 les armes pour la délivrance du roi, retenu prisonnier à Cadix, organisa les bandes de Catalogne, devint membre de la junte royaliste de la Seu d’Urgel, et fut l’un des triumvirs qui s’attribuèrent le gouvernement de l’Espagne, sous le titre de Régence suprême. La marche trop libérale de cette institution fit priver le baron d’Eroles de ses emplois, et même de ses décorations, ce qui ne lui ouvrit pas les yeux sur l’imbécillité du parti qu’il s’obstinait à servir. Il y a plus : poursuivant jusqu’au bout le rôle impossible qu’il avait accepté, il continua à servir malgré lui le roi qui l’avait destitué, et, pour lui donner un gage sanglant de son dévouement, il n’hésita pas à faire fusiller le brave colonel Tabuença et son lieutenant Velasco. Ce crime n’attendit pas longtemps son châtiment : Mina tomba comme la foudre sur le baron d’Eroles, le battit coup sur coup et l’obligea à passer la frontière avec 5 000 fugitifs, la plupart moines ou prêtres.
En France, d’Eroles ne cessa de conspirer avec les réfugiés, les royalistes et le gouvernement pour organiser une expédition. Désavoué par Ferdinand VII, il ne se laissa pas décourager, et parvint à organiser un corps de 10 000 hommes, qui appuya efficacement les opérations du général Moncey. D’Eroles eut la satisfaction longtemps attendue de prendre su revanche sur Mina : il le battit à Villièle. Ferdinand VII, rétabli dans la plénitude de son autorité, récompensa le baron d’Eroles en le nommant capitaine général de la Catalogne ; mais ce général, frappé d’aliénation mentale, ne tarda pas à succomber.

## Source
- Grand dictionnaire universel du XIXe siècle